# Avenida Manco Cápac (Baños del Inca)
La avenida Manco Cápac es una de las principales avenidas del distrito de Baños del Inca en la ciudad de Cajamarca, en el Perú. Se extiende de oeste a este a lo largo de 16 cuadras.

## Recorrido
Se inicia en una rotonda, siguiendo el trazo de la avenida Atahualpa.